# New Hamburg
New Hamburg es un lugar designado por el censo ubicado en el condado de Dutchess en el estado estadounidense de Nueva York. En el Censo de 2020 tenía una población de 842 habitantes y una densidad poblacional de 483,91 habitantes por km². Fue incluido como CDP en el censo de 2020.

## Geografía
New Hamburgbse encuentra ubicado en las coordenadas 41°35′18″N 73°56′49″O / 41.58833, -73.94694. Según la Oficina del Censo de los Estados Unidos,  tiene una superficie total de 1,74 km², de la cual 1,24 km² corresponden a tierra firme y 0,50 km² a agua.